# Asclepias tuberosa
Asclepias tuberosa, auch Knollige Seidenpflanze oder Orange Seidenpflanze genannt, ist eine Pflanzenart aus der Gattung Seidenpflanzen (Asclepias) in der Unterfamilie Asclepiadoideae innerhalb der Familie der Hundsgiftgewächse (Apocynaceae). Das weite Verbreitungsgebiet reicht von Ostkanada bis ins nördliche Mexiko.

## Beschreibung

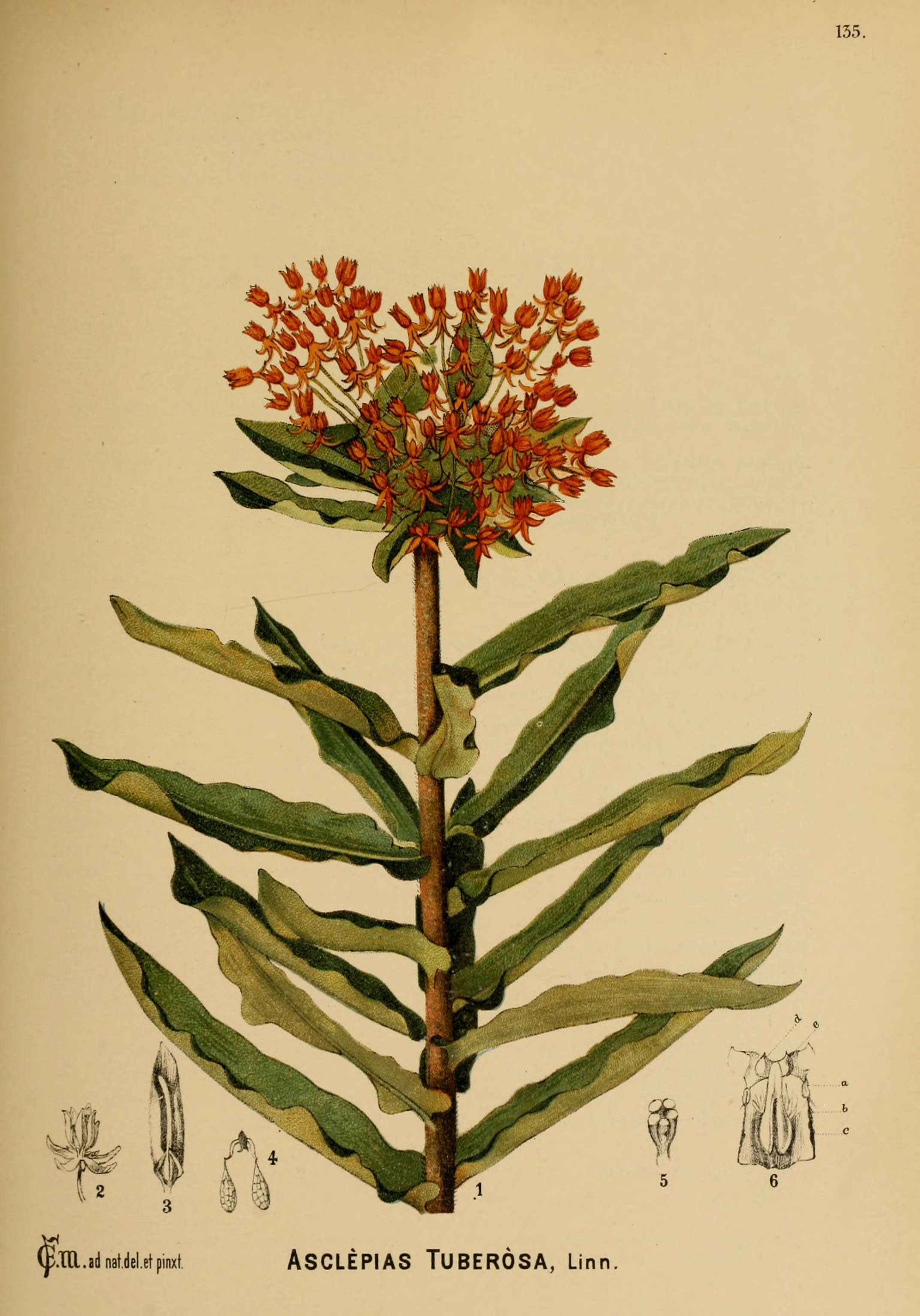
Illustration aus American medicinal plants, Tafel 135

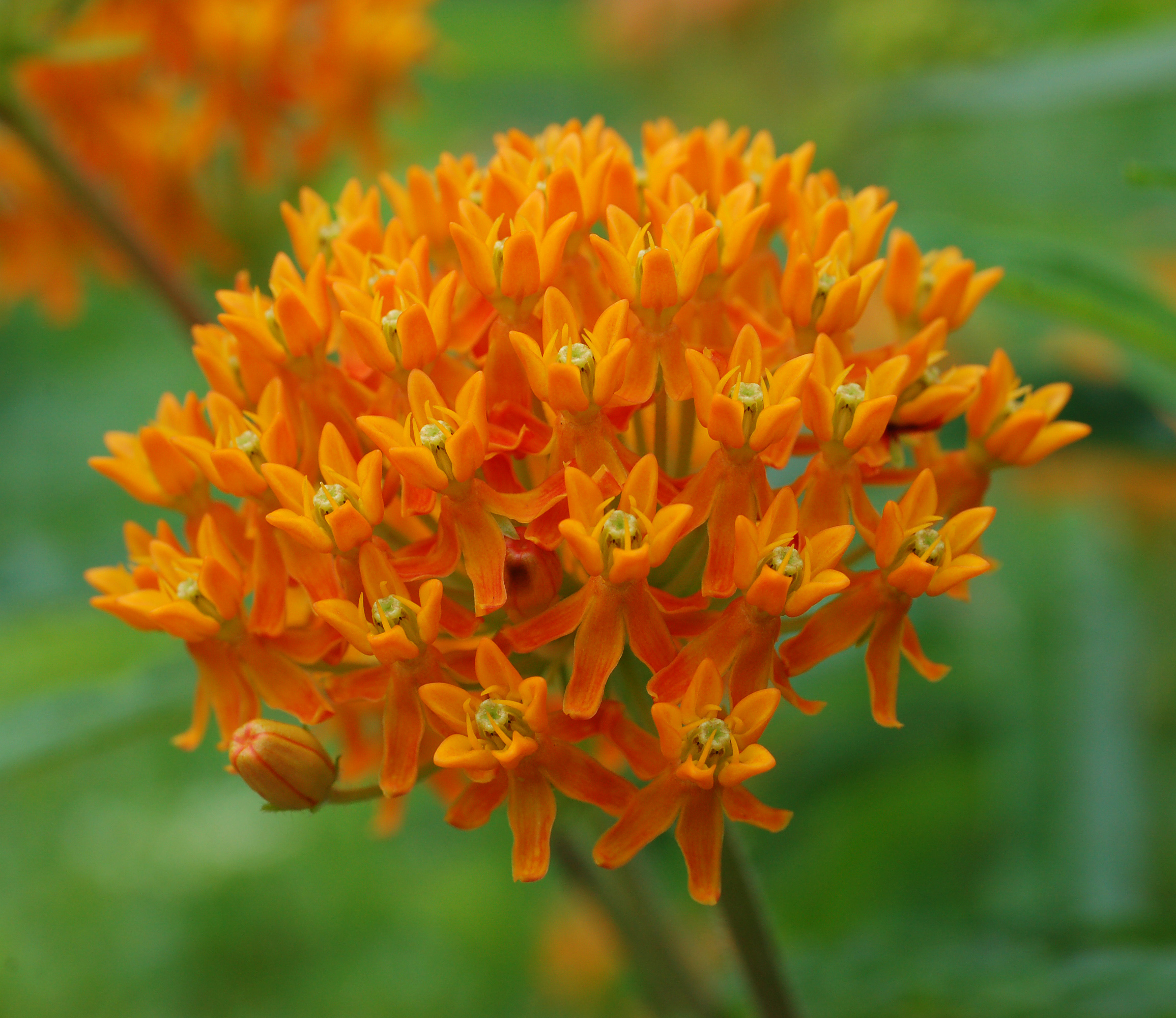
Ausschnitt eines Blütenstandes

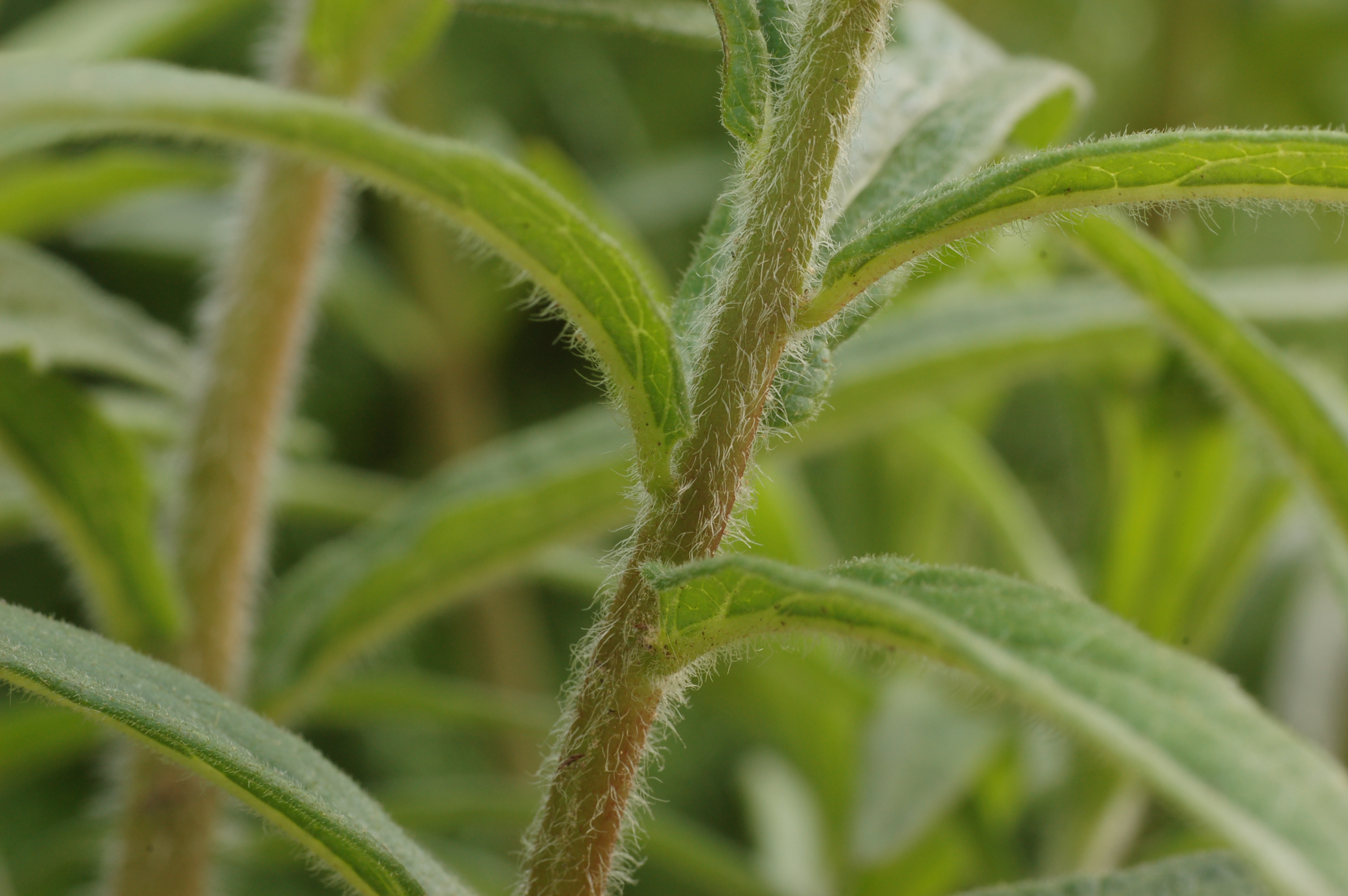
Behaarter Stängel mit wechselständigen Laubblättern

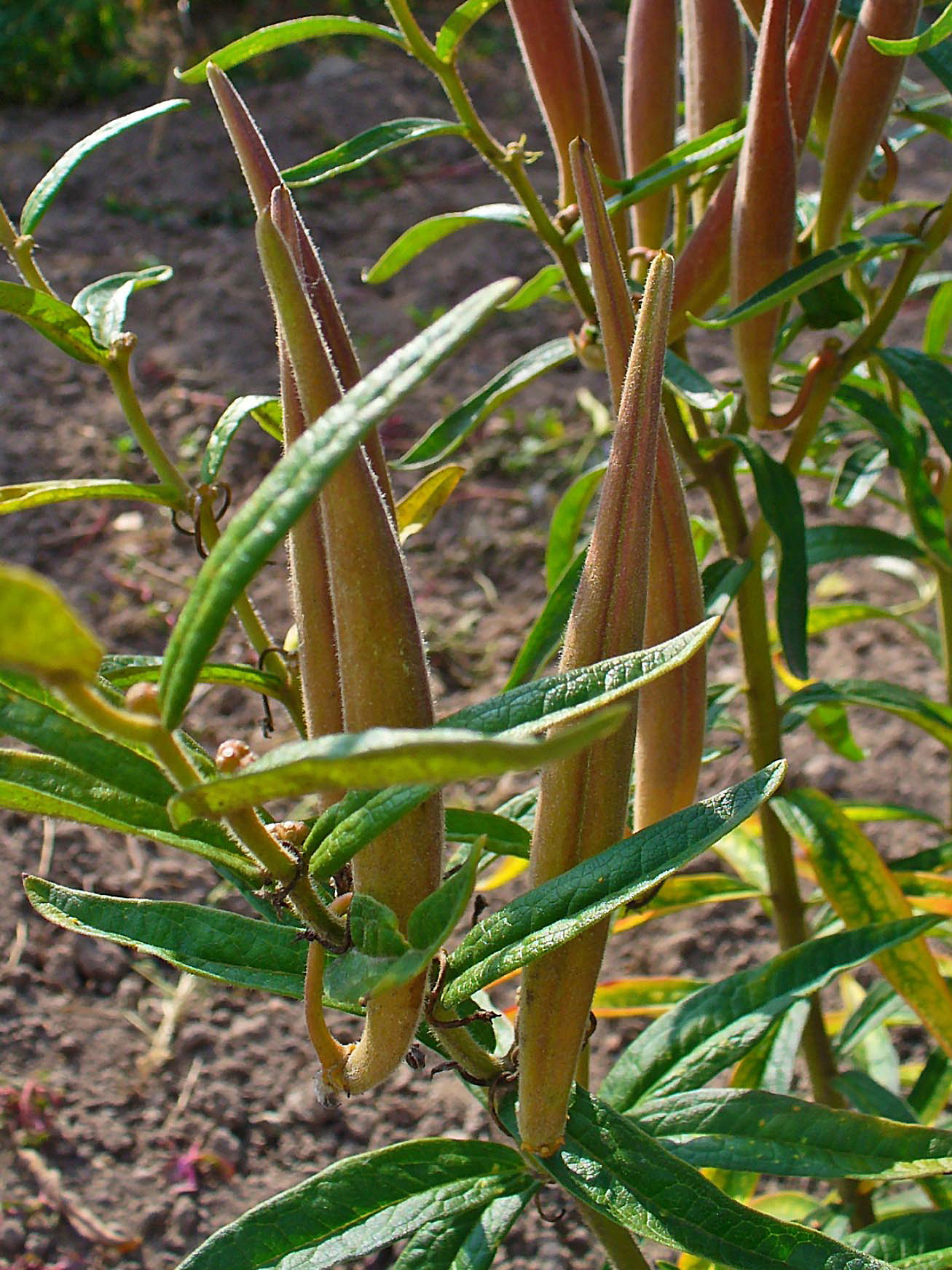
Früchte

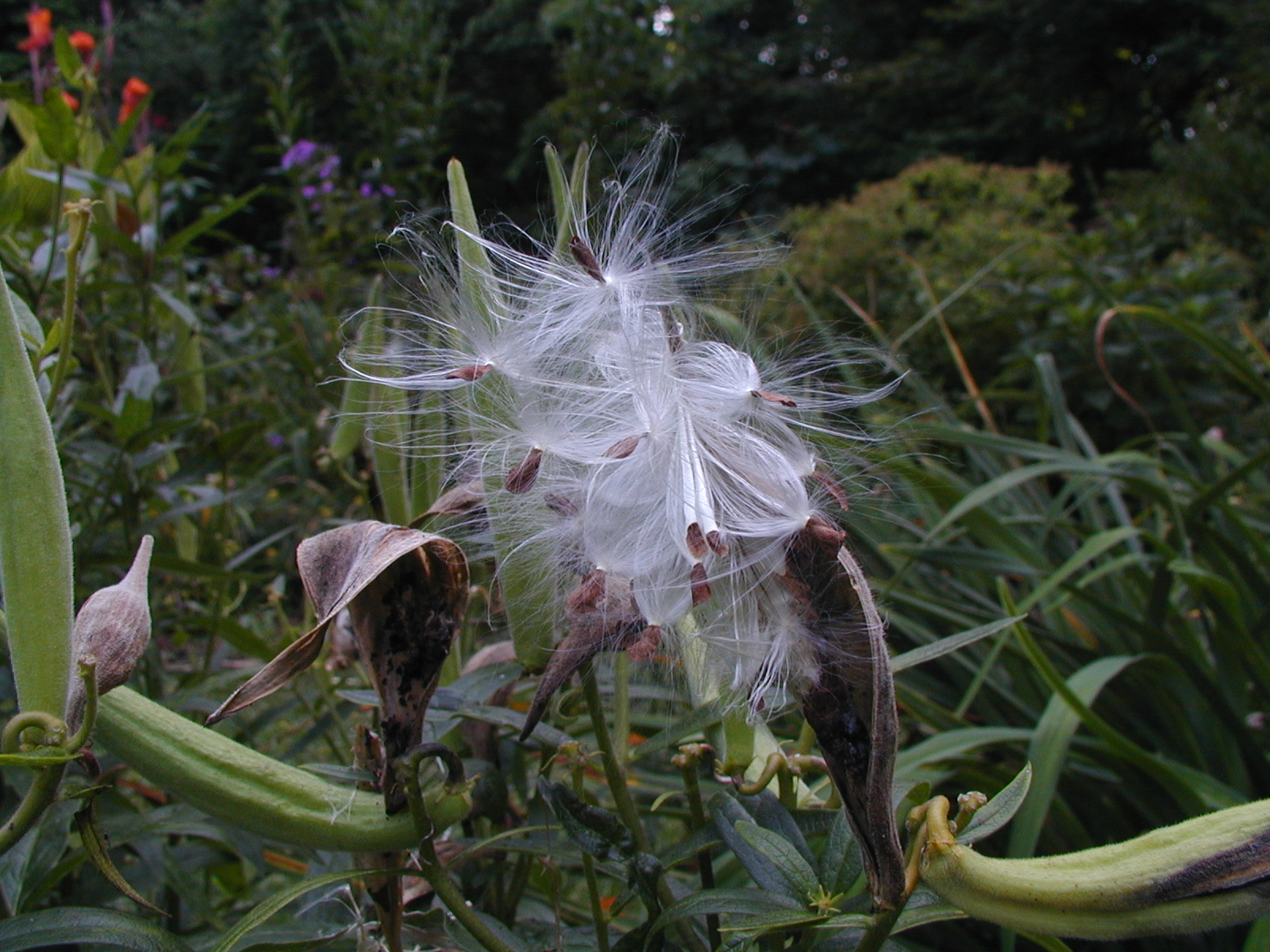
Balgfrüchte und Samen

### Vegetative Merkmale
Asclepias tuberosa wächst als ausdauernde, krautige Pflanze und erreicht Wuchshöhen von bis etwa 90 cm. Der Milchsaft ist klar. Sie bildet eine tiefreichende Pfahlwurzel aus der jedes Jahr im Frühjahr ein bis etwa 100 starke Stängel wachsen. Die sich nur am Blütenstand verzweigenden Stängel sind dicht mit dünnen, weichen oder auch steifen Härchen (Trichome) besetzt.
Die unregelmäßig, gewöhnlich wechselständig am Stängel angeordneten Laubblätter besitzen kurze, 1 bis 5 mm lange Stielen oder sind sitzend. Die dünne, feste und gelegentlich wellige Blattspreite ist bei einer Länge von 3 bis 11 cm und einer Breite von 0,3 bis 3,0 cm, ganzrandig, eilanzettlich bis lanzettlich mit zugespitztem oder auch stumpfem Ende. Vor allem die Blattunterseite ist mit dünnen Härchen besetzt.

### Generative Merkmale
Die Blütezeit reicht von Mai bis Juli. Der end- oder achselständige Blütenstand trägt wenige bis viele wenig- bis vielblütige Dolden. Die zwittrigen und fünfzähligen Blüten mit doppelter Blütenhülle sind gestielt mit jeweils einem Tragblatt. Die Blütenkrone besitzt einen Durchmesser von bis zu 1 cm, je nachdem wie stark die Kronzipfel umgebogen sind. Die 7 bis 8 mm langen Kronzipfel sind stark zurückgebogen und variieren in der Farbe von gelblich, meist orange bis rot. Das Gynostegium ist meist orange, seltener gelb. Die Röhre weist eine Länge von etwa 2 mm lang und einen Durchmesser von etwa 1,5 mm auf. Die Hüte (Nebenkrone) sind aufrecht ei-, kapuzenförmig und 4 bis 5 mm lang. Der hornförmige Sekundärfortsatz ist länger als der Hut und biegt sich über dem Griffelkopf ein. Der Griffelkopf ist zylindrisch und misst etwa 2 mm in der Höhe und 2 mm im Durchmesser.
Die aufrecht auf einem kurzen Stiel stehenden Balgfrüchte sind bei einer Länge von 8 bis 15 cm sowie einem Durchmesser von 1,0 bis 1,5 cm eilanzettlich. Ihre Oberfläche ist behaart und mit Warzen besetzt. Die bei einer Länge und Breite von 5 bis 7 mm eiförmigen, flachen, kurz geflügelten Samen besitzen einen 3 bis 4 cm langen, weißen Haarschopf.
Die Chromosomengrundzahl beträgt n = 11.

## Ökologie
Die Bestäubung erfolgt gewöhnlich durch große Bienen und Wespen, weniger häufig auch durch Schmetterlinge. Asclepias tuberosa ist eine wichtige Nahrungspflanze für die Raupen des Monarchfalters (Danaus plexippus).

## Vorkommen
Asclepias tuberosa kommt in fast allen kontinentalen Staaten der USA mit Ausnahme von Washington, Oregon, Idaho, Nebraska, Montana, North Dakota und Alaska vor, sowie im südöstlichen Kanada (Québec und Ontario) und Nordmexiko.
Asclepias tuberosa ist eine verbreitete Wildpflanze entlang Straßen und anderen vom Menschen beeinflussten Habitaten. Sie gedeiht am häufigsten in steinigen, relativ trockenen Böden an sonnigen Standorten.

## Systematik
Die Erstveröffentlichung von Asclepias tuberosa erfolgte durch Carl von Linné.
Die Art Asclepias tuberosa wird von Woodson (1954) in vier Unterarten unterteilt:
- Asclepias tuberosa L. subsp. tuberosa: Die Blätter sind typischerweise eiförmig bis lanzettförmig und keilförmig an der Basis, die Ränder sind gewöhnlich glatt. Verbreitung: New Hampshire bis nördliches Florida (dort in die subsp. rolfsii übergehend), westwärts bis zu den Alleghenies (dort in die subsp. interior übergehend)
- Asclepias tuberosa subsp. rolfsii (Britton ex Vail) Woodson: Die Blätter typischerweise lanzettförmig mit gekräuselten Rändern. Florida bis Georgia (dort geht sie in die subsp. tuberosa über) und westwärts entlang der Küste des Golfs von Mexiko bis Alabama (dort geht sie in die subsp. tuberosa oder subsp. interior über)
- Asclepias tuberosa subsp. interior Woodson: Die Blätter sind typischerweise herzförmig. Verbreitung: Ozark-Hochfläche ostwärts bis zu den Alleghenies (dort in die subsp. tuberosa übergehend), südwärts bis zur Ebene des Golfs von Mexiko (dort in die subsp. rolfsii übergehend), und sich in einem Bogen westwärts und nordwärts von Texas bis in den Norden von Michigan erstreckend (dort geht sie in die subsp. terminalis über).
- Asclepias tuberosa subsp. terminalis Woodson: Die Blätter lanzettförmig, eiförmig, länglich bis elliptisch mit glatten Rändern. An der Basis sind sie typischerweise abgestumpft oder trunkiert bis herzförmig. Diese Unterart kommt am westlichen Rand des Verbreitungsgebietes der Art vor, von Tamaulipas nordwestwärts bis in das südliche Utah, und ostwärts bis nach Colorado, South Dakota, das südliche Minnesota, Wisconsin und in den Norden von Michigan (dort in einem Bogen ostwärts und südwärts in die subsp. interior übergehend). Die Unterart subsp. terminalis wird heute besser als Synonym zu Asclepias tuberosa subsp. interior Woodson gestellt.[2]

## Nutzung

### Zierpflanze
Auf Grund ihrer gelben bis leuchtend orangeroten Blütenstände verwendet man Asclepias tuberosa als Zierpflanze. In Mitteleuropa braucht sie allerdings meist einen leichten Winterschutz, kommt aber auch bis in Breiten etwa des Berliner Britzer Gartens ohne einen solchen aus (Winterhärtenzone Z3, von −40,0 °C bis −34,4 °C).

### Medizinische Bedeutung
Im 19. Jahrhundert wurden Pflanzenteile bei Lungenproblemen wie Asthma und Bronchitis eingesetzt. Asclepias tuberosa wird in der Homöopathie immer noch als Heilmittel eingesetzt.